# BPD Kunstcollectie
Bouwfonds Kunstcollectie is een kunstverzameling opgezet door het Bouwfonds  Nederlandse Gemeenten, tot het jaar 2000 een semioverheidsbedrijf. De collectie wordt beheerd door de Bouwfonds Kunststichting te Hoevelaken. Het Bouwfonds, en daarmee de collectie, is sinds 2009 onderdeel van de Rabovastgoedgroep, Rabobank Groep.

## Geschiedenis
De verzameling kreeg vorm sinds 1976 en overspant de drie laatste decennia van de 20ste eeuw. Het is een collectie hedendaagse (inter)nationale beeldende kunst met ongeveer 2000 werken en omvat alle disciplines, van klassieke schilderkunst tot videokunst. De uitbreiding van het hoofdkantoor van Bouwfonds te Hoevelaken in 1976 was voor het bedrijf aanleiding tot de vorming van de collectie over te gaan. Kunstwerken kunnen zowel in de openbare ruimte als op werkplekken in het bedrijf worden geplaatst.

## De collectie
De kunstverzameling is breed georiënteerd. Lange tijd concentreerde het aankoopbeleid zich op het verwerven van de allernieuwste kunst doordat het Bouwfonds veel werk kocht van jonge kunstenaars. Op deze manier is een collectie ontstaan die een overzicht toont van de kunst van de drie laatste decennia van de 20ste eeuw met onder andere vertegenwoordigers uit de popart, conceptuele kunst, fundamentele kunst, nieuwe figuratie, nieuwe beeldhouwkunst en het neo-expressionisme. De stichter gaf in het verleden ook directe opdrachten aan verschillende Nederlandse kunstenaars zoals André Volten, Loes van der Horst, Carel Visser, Marlene Dumas en aan Marijke van Warmerdam. De collectie bevat ook veel werk van kunstenaars die afkomstig zijn uit Zuid-Amerika. Het beleid van de eigenaar is er op gericht om de lijnen binnen de collectie te verstevigen en verder uit te bouwen. 
De stichting ontsluit de collectie door middel van tentoonstellingen in Nederlandse musea zoals het Stedelijk Museum Amsterdam en het Museum Boijmans van Beuningen in Rotterdam. In 2005 werd grafiek van hedendaagse kunstenaars getoond in Museum Escher in Het Paleis in Den Haag. In 2007 was de tentoonstelling 'Room with a view' over de Bouwfonds Kunstcollectie in het Gemeentemuseum Den Haag te zien. Er worden ook kunstwerken uit de collectie in bruikleen gegeven aan musea.